# Шереметев, Фёдор Иванович
Фёдор Иванович Шереметев (в иночестве Феодосий; ум. 17 [27] февраля 1650) — русский боярин, воевода и государственный деятель из рода Шереметевых
В 1598 году подписал избирательную грамоту на царство Бориса Годунова, но затем примкнул к враждебной Годунову партии Романовых, после разгрома которых он лишился части имущества и был отправлен главным воеводой в Тобольск. После появления Лжедмитрия был послан взять Кромы; осада шла безуспешно. После смерти Бориса Годунова в 1605 году перешёл на сторону самозванца, за что был пожалован в бояре. По всей вероятности, Шереметев ввёл в Москву войско, которое хотя не принимало участия в убийстве самозванца, тем не менее, могло помочь заговорщикам. После избрания на престол Василия Шуйского Шереметев служил ему честно. В 1607 году занял Астрахань, затем 24 октября 1607 года — Царицын и двинулся вверх по Волге, очищая её от врагов Шуйского. В начале 1610 года соединился с Михаилом Скопиным-Шуйским и освободил Москву. После смерти Скопина-Шуйского и низложения Шуйского Шереметев стоял в думе, вместе с патриархом Гермогеном, за русского кандидата, но позже высказался за королевича Владислава и, находясь в числе 7 бояр («Семибоярщина»), участвовал в посольстве с предложением короны Владиславу. Вместе с поляками выдержал осаду и вышел из Москвы только по освобождении её Дмитрием Пожарским. Самым активным образом способствовал избранию Михаила Фёдоровича на царство и возглавлял посольство Земского собора в Кострому, сумевшее 14 марта 1613 года уговорить Михаила принять царский венец.
Участвовал во всех важных событиях царствования Михаила Фёдоровича, в первые годы правления которого, в 1613—1619, а затем в последние, в 1633—1646, он находился во главе московского правительства и был постоянным сторонником «воли всей земли», то есть Земского собора, в важных, решающих вопросах тогдашней внутренней и внешней политики Русского царства. В 1615 году ходил с войском освобождать находившийся в шведской осаде Псков, однако во Ржеве его самого неожиданно осадили лисовчики, от которых он «еле отсиделся». В 1617 году участвовал в переговорах с Джоном Мериком. Принимал участие в посольских съездах под Москвой, закончившихся Деулинским перемирием; встречал освобождённого из плена митрополита Филарета Романова и провожал его в Москву. В 1634 году был одним из деятелей по заключению Поляновского договора.
В 1646 году подал в отставку по старости. В 1649 году принял иноческий чин и назван был в постриге Феодосием. В начале 1650 года скончался.

## Ранние годы
После смерти своих родителей он остался ребёнком: отец его, Иван Васильевич Меньшой Шереметев, был убит ливонцами в 1577 году, а мать Домна (в иночестве Евникия) Михайловна, урождённая Троекурова, умерла 10 (20) марта 1583 года. Во время малолетства Фёдора Ивановича, имениями его заведовала старшая его сестра Елена Ивановна, вдова сына Ивана Грозного, царевича Ивана Ивановича, принявшая иночество в Новодевичьем монастыре в Москве и именовавшаяся даже в официальных документах «царица старица Леонида». Жалуя сноху, царь Иван Грозный не оставлял без внимания её брата и, незадолго до кончины своей, разбирая вещи царевича Ивана Ивановича, подарил из этих вещей Фёдору Ивановичу Шереметеву «шапку скорлатну, низану жемчугом, с собольим околом».
Первое сведение о службе Шереметева относится к 1591 году, когда он получил золотой — в награду за деятельное участие в обороне Москвы от нападения крымского хана Казы-Гирея. Год спустя, 14 июня 1592 года он присутствовал на крестном обеде царевны Феодосии, дочери царя Фёдора Ивановича. Всем званым к столу указано было сидеть без мест, и дворянин Фёдор Иванович Шереметев «сидел в скамье» вместе с четырьмя Годуновыми, родственниками правителя, и со своим будущим тестем, Борисом Черкасским.
Затем нет никаких сведений о его службе до 12 мая 1597 года, когда он присутствовал при приёме цесарских послов в Грановитой палате. Когда в 1598 году, после кончины царя Фёдора Ивановича, временное правительство, состоявшее из патриарха Иова и бояр, разослало воевод в порубежные польские города, — Фёдор Иванович Шереметев был отправлен в Чернигов. По-видимому, он недолго оставался там, так как участвовал в подписании грамоты об избрании на царство Бориса Годунова и вскоре после того стоял у сказки боярства Фёдору Ноготкову-Оболенскому.

## При Борисе Годунове и Лжедмитрии I
В ноябре 1600 года царь Борис положил опалу на Романовых и их ближайших свойственников, — Черкасских и Сицких, по извету холопа Романовых о намерении их извести царя с помощью каких-то трав и кореньев. У Шереметева, также находившегося в свойстве с Романовыми по родной своей сестре, старице царице Леониде, бывшей замужем за царевичем Иваном Ивановичем, мать которого — первая жена царя Ивана Грозного, была Анастасия Романовна, родная тётка Фёдора Никитича Романова, — царь Борис отобрал двор с палатами в Кремле, против Николы Гостунского, и разорил этот двор, велев разломать «26 житей палатных и погребных». Кроме того, Годунов отписал в дворцовые сёла родовую рязанскую вотчину Шереметева, село Песочню с деревнями.
Вслед за тем, 2 февраля 1601 года, Шереметев был послан главным воеводой в тогдашнюю столицу Сибири — город Тобольск; в товарищи к нему назначены: Евстафий Пушкин и дьяк Тимофей Кудрин, да головы: Василий Рубец-Мосальский и Григорий Образцов. Шереметев оставался там на воеводстве до 1603 года, когда был сменён Андреем Голицыным. Сведения о Тобольском воеводстве Шереметева весьма скудны. Известно лишь, что при нём построена в Тобольске церковь Святого Николая Чудотворца на горе, на взвозе Пермском, что положено основание городу Томску, и что в апреле 1602 года он отправил в Москву, к царю Борису, двенадцать посланцев от Пегой Орды, князьков Кичея с товарищами. По возвращении Шереметева в 1603 году в Москву является двухлетний перерыв в сведениях о его службе.
В 1605 году, после сражения царского войска с Лжедмитрием I под Добрыничами, Шереметев был послан царём с большим войском под Кромы, где укрывались казаки, приверженцы Лжедмитрия. Шереметев стал усиленно обстреливать городские стены из пушек, но Кромы не сдавались, а московских ратных людей было много побито. В помощь к Шереметеву пришла из Родогостского острога главная рать, под начальством Фёдора Мстиславского и Василия Шуйского, так что под стенами Кром собралось около восьмидесяти тысяч ратников, и царское войско могло бы легко справиться с деревянным городком и его жителями. Несколько времени спустя, когда город был сожжён стрельбой из пушек, а осаждённые прятались в землянках, воеводы, как говорят, стали удерживать войско от решительных действий, объявив, что «царь Борис не хочет кровопролития и желает принудить осаждённых к покорности голодом». Между тем, вскоре были пропущены в Кромы, среди бела дня, посланные из Путивля сто подвод с съестными припасами и пятьсот казаков. Такого рода действия ясно доказывают, что воеводы «не радели» царю.
По смерти Бориса Годунова и по вступлении на престол сына его Фёдора, князья Мстиславский и Шуйский были отозваны в Москву, начальство над войском под Кромами вверено Петру Басманову и Михаилу Катыреву-Ростовскому, а Шереметев послан с прибылым полком в Орёл, за 40 км от Кром. Мало-помалу стали отправляться в Путивль многие из воевод и рядовых дворян и присягать на верность «царевичу Дмитрию»; вслед за другими поехали в Путивль для присяги Василий Голицын и Фёдор Иванович Шереметев. 25 мая 1605 года самозванец двинулся с войском из Путивля в Москву. Перед въездом в Орёл он был встречен стоявшим там с прибылым полком Шереметевым, духовенством и народом, выступившими к нему с хлебом-солью, с крестами, образами и колокольным звоном.
Вскоре по приезде в Москву самозванец стал возвращать многих опальных Годуновского царствования и прежде всего своих «родственников», как например Нагих и Романовых. На повышение он тоже не скупился, и Шереметев, пожалованный из дворян прямо в бояре, занял 16-е место в Боярской думе, которая была преобразована по образцу Польского сейма. Незадолго до свадьбы Лжедмитрия с Мариной Мнишек Шереметев был назначен воеводой 18-тысячного отряда новгородского и псковского войска, отправляемого в Крым. Неизвестно с точностью, успел ли принять начальство над этим отрядом Фёдор Иванович Шереметев до убийства Лжедмитрия; известно только, что стараниями Василия Шуйского и его соумышленников этот отряд был задержан под каким-то предлогом в семи километрах от Москвы, и в ночь на 17 мая по распоряжению Шуйского введён в столицу разными воротами. Достоверно известно, что это войско не принимало непосредственного участия в кровавой расправе с самозванцем и поляками, но для Шуйского было важно присутствие в Москве сильного отряда, готового исполнить его приказания.

## При Василии Шуйском
Ещё при жизни Лжедмитрия появился в Астраханской области Лжепётр, выдававший себя за небывалого сына царя Фёдора Ивановича. По восшествии же на Московский престол Василия Шуйского, донские и терские казаки взяли город Астрахань и засели там с Лжепетром. Шереметеву велено было постараться возвратить Астрахань, но дело это оказалось далеко не лёгким, так как сам астраханский воевода Иван Хворостинин стал во главе восставших, число которых увеличивалось с каждым днём. Несмотря на деятельную помощь ногайского князя Иштерека и всей его орды, Шереметев не мог взять Астрахани и расположился в трёх километрах выше её, на одном из островов Волжской дельты, называемом Балдинским. Шереметев построил на острове острог, в котором нашли приют полторы тысячи купцов, выехавших со всем имуществом из Астрахани и из других мест по берегу Каспийского моря, опустошённых казаками, и отражал нападения, предводимые Хворостининым. Пленных, отводимых в Астрахань подвергали истязаниям; тяжело было и тем, которые находились на острове — они терпели голод, холод и заболевали цингой. Несмотря на всё это, Шереметев перешёл в наступательные действия, и 19 мая 1607 года послал царю Василию Ивановичу донесение, что «Астраханские и Терские изменники, воры и богоотступники, узнав свои воровские затейные вины, добили челом государю и крест все целовали». Царь Василий Иванович был очень обрадован этим донесением и разослал окружную грамоту, в которой заявлял, что ему «многие службы показали» ратные люди, которые были с боярином и воеводой Фёдором Ивановичем Шереметевым, и что служили же ему и «прямили» ногайские люди, Иштерек князь и мурзы, со всей Ногайской ордой.
Увидав, что на Волге делать больше нечего, казаки уехали ко второму Лжедмитрию, захватив с собой и Лжепетра. Восстанавливая порядок в понизовых городах, Шереметев дошёл уже до Царицына, а Хворостинин не унимался и в конце концов сбил с толку ногайцев, которые снова отпали от московского царя и принялись всюду грабить. Этим обстоятельством объясняется, что и в 1608 году Шереметев находился ещё в Понизовье. В конце августа, или в начале сентября 1608 года, когда второй Лжедмитрий стоял уже под Москвой, Шереметев получил приказание идти со своей Низовой ратью на защиту Москвы. Царь Василий Иванович возлагал большие надежды на Шереметева, а также на Михаила Скопина-Шуйского с новгородцами, псковичами и шведами.
Шереметеву не только удалось удержать в повиновении поволжских инородцев, но когда он пришёл в ноябре в Казань, то в его войске были черемисы, чуваши, мордва и даже башкиры. Прибыв в Казань, Шереметев вошёл в сношения с нижегородским воеводой Александром Репниным и его товарищем Андреем Алябьевым и послал к ним отряд, с помощью которого противники были отбиты от Нижнего Новгорода, Балахны, Ворсмы и села Павлова. По пути в Нижний Новгород, Шереметев разбил наголову «воровских людей» под Чебоксарами и под Свияжском. Известия об успехах Шереметева и о его приближении к Нижнему Новгороду оживили Москву. Он пришёл в Нижний Новгород весной 1609 года, после того, как ввёл некоторый порядок в Понизовом краю, привлекая сторонников Лжедмитрия II к покорности царю Василию Ивановичу Шуйскому. Лично для Шереметева остановка в Нижнем Новгороде представляла то удобство, что у него был там собственный двор в Каменном городе, у Ивановских ворот. Пробыв в Нижнем Новгороде до просухи, Шереметев выступил в поход, как только сошла вода и поспел подножный корм для лошадей. Муром присягнул царю Василию Ивановичу, не дожидаясь прихода Шереметева, а Касимов сдался лишь после упорной защиты. Царь Василий Иванович торопил Шереметева с походом в Москву и, воздавая ему похвалу за усердную службу, укорял за медлительность. Он послал в Касимов к Шереметеву Семёна Прозоровского и Чепчугова со многими дарами и с жалованным словом «за службу, что он государю служил и прямил», но в то же время поручил посланцам выговорить ему, что «идёт мешкотно и государевым делом не радеет». После такого выговора, Шереметев поспешил во Владимир, который, также как и Муром, сдался ему без боя.
Во Владимире Шереметев получил от царя Василия Ивановича похвальную грамоту от 28 мая 1609 года, в которой он торжественно заявлял о заслугах перед отечеством Шереметева и его войска и побуждал его к скорейшему выступлению под Троицкий монастырь. Царь не принимал во внимание, что Шереметев должен был не только сообразоваться с движением Михаила Скопина-Шуйского, который лишь переправлялся ещё через Волгу, под Тверью, но и рассеять скопище врагов в Суздале, чтобы не оставить его в тылу войска, при выступлении под Троицу. Во исполнение царского приказания, Шереметев пошёл к Суздалю, не успев разведать ни о местности, ни о действительной силе неприятеля, находившегося под предводительством Фёдора Плещеева, Андрея Просовецкого и прибывшего из Троицкого табора Александра Лисовского. Поход этот завершился поражением, и ратные люди Шереметева вернулись во Владимир с большим уроном.
Шереметев оставался во Владимире в ожидании Скопина-Шуйского, о действиях которого получал точные сведения от ярославского воеводы Силы Гагарина. Ярославль и Владимир были в то время главным средоточием царских войск, и царь Василий Иванович, — убедившись, наконец, что нельзя распоряжаться из Москвы, не зная всех местных обстоятельств, — в грамотах к ярославцам от 28 июня и 26 июля, приказывал ссылаться с Шереметевым, предоставляя «промышлять государевым и земским делом, смотря по тамошнему делу, как Бог наставит». Скопин-Шуйский пришёл в Александровскую слободу поздней осенью 1609 года, а 11 ноября прибыл туда из Владимира и Шереметев с понизовой ратью. Почти одновременно с Шереметевым приехали в Александровскую слободу из Москвы с ратными людьми Иван Куракин и Борис Лыков. Главное начальство над всеми войсками, собравшимися в Александровской слободе, принял на себя Скопин-Шуйский. С этого времени Шереметев отошёл на второй план, и при торжественном вступлении войск в Москву в начале марта 1610 года все приветствия народа относились к Скопину, а Шереметев был чествуем наравне с другими боярами и ратными людьми, следовавшими за Скопиным.

## Семибоярщина
Когда царь Василий Иванович Шуйский был сведён с престола, в народе и между боярами, как известно, вышло сильное разногласие относительно избрания царя. Шереметев и его «старинный друг» Владимир Долгоруков примкнули к патриарху Гермогену и настаивали на избрании которого-либо из двух кандидатов: Василия Голицына или юного Михаила Романова; перевес оказался, однако, на стороне доброжелателей польского королевича Владислава. Впредь до созвания земского собора, правление государством было поручено боярской думе, во главе которой стоял Фёдор Мстиславский, а одним из семи её членов был Шереметев.
5 августа 1610 года Шереметев участвовал в ведении переговоров с гетманом Станиславом Жолкевским, относительно условий избрания на Московский престол Владислава, а две недели спустя приносил на Девичьем поле, в торжественной обстановке, присягу на верность королевичу. Предполагалась назначить Шереметева в число членов посольства к королю Сигизмунду, но назначение это было почему-то отменено. Считая Владислава законным московским царём, Шереметев писал в сентябре 1610 года под Смоленск канцлеру Льву Сапеге, заявляя о своей верности и преданности «государю Владиславу Жигимонтовичу всеа Русии». Шереметев при первой же возможности хотел выхлопотать себе обратно отобранную у него Годуновым в 1600 году рязанскую вотчину село Песочною и просил об этом Сапегу. Хлопоты увенчались успехом: 25 ноября 1610 года Шереметев получил от Сигизмунда грамоту на эту вотчину, а дворянам Коробьиным, во владении которых она в это время находилась, была дана королём грамота на другие вотчины.
Убедившись, что Сигизмунд хочет приобрести Московское государство не для королевича Владислава, а лично для себя, гетман Жолкевский решил уехать из Москвы, надеясь уговорить Сигизмунда быть умереннее в своих требованиях и оставить мысль о необходимости взять силой Смоленск и Москву. И бояре, и простой народ, с сожалением думали о разлуке с гетманом. Перед самым отъездом, к нему пришло около ста человек знатных москвичей, в том числе и Шереметев, и упрашивали его остаться, указывая ему на то, что без него поляки начнут своевольничать и ссориться с москвичами. Жолкевский не изменил однако своего решения и оставил вместо себя в Москве Александра Гонсевского, а Мстиславский, Шереметев и многие другие бояре, в знак почтения, проводили его далеко за город.
После убийства Лжедмитрия II началось земское освободительное движение, по многие бояре, в том числе и Шереметев, не пристали к нему, оставаясь верными присяге королевичу Владиславу. В январе 1611 года была отправлена ими грамота королю Сигизмунду и королевичу Владиславу, с извещением о сборах Прокопием Ляпуновым рязанского ополчения и о том, что он со всей Рязанью отложился от Владислава. 19 марта 1611 года, во вторник на страстной неделе, население Москвы, обнадёженное приближением Ляпуновского ополчения, поднялось на поляков; произошла ужасная резня. На другой день все большие бояре, в том числе и Шереметев, выехав в Белый город, хотели уговорить москвичей, чтобы они прекратили кровопролитие, но москвичи не слушали их и начали в них стрелять. По приказанию Гонсевского Москва была зажжена, и пожар истребил всю столицу, за исключением Кремля и Китай-города, в котором и заперлись поляки, а с ними волей-неволей патриарх Гермоген и думные бояре, следовательно, и Шереметев. Во всё время осадного сидения Шереметев заведовал казённым двором. Денежная казна до того оскудела, что жалованье польским жолнёрам пришлось выдавать вещами из царской сокровищницы. Но Шереметев и его товарищи делали всё, что только могли, для сбережения этих сокровищ, а потому наиболее ценные вещи они отпускали не иначе, как в заклад, оставляя за собой право выкупа; а те вещи, которые употреблялись при венчании царей, даже и в заклад не отпускали. 22 октября 1612 года Китай-город был взят земским ополчением, предводимым Дмитрием Трубецким и Дмитрием Пожарским, и положение кремлёвских сидельцев, уже давно страдавших от голода и болезней, стало ещё невыносимее.
6 ноября 1612 года, поляки сдали Пожарскому Кремль, и кремлёвские сидельцы, в том числе и Шереметев, очутились наконец на свободе после 18-ти месяцев. Когда бояре выходили из Кремля, казаки хотели броситься грабить их, но земские люди взяли их под свою защиту и заставили казаков удалиться. Что же касается Шереметева и прочих думных бояр, то им были оказаны особые почести; летописец говорит, что «Пожарский прия их с честию». Добрые отношения временного правительства собственно к Шереметеву выразились, между прочим, в том, что оно на первых же порах поспешило вознаградить его за лишения осадного сиденья, предоставив в его владенье, грамотой от 25 ноября 1612 года, взамен отобранного у него царём Борисом отцовского кремлёвского двора, дворовое место в Кремле же, у Никольских ворот, при церкви Бориса и Глеба. Место это принадлежало сначала Дмитрию Годунову, а потом Михаилу Скопину-Шуйскому. Право на владение Шереметева этим местом было утверждено жалованной грамотой от 19 мая 1613 года. Впоследствии Шереметев развёл там два сада, исправил старые здания и выстроил много новых, так что было 62 палаты.

## Избрание и венчание на царство Михаила Романова
Надо полагать, что ещё до открытия земского собора, на котором предстояло выбрать царя на Московский престол, происходили об этом частные совещания. Шереметев состоял в переписке с митрополитом Филаретом Романовым, находившимся в польском плену. По всему вероятию, Филарет Никитич не предполагал, что земские люди намереваются избрать на престол его сына Михаила, так как в одном из писем к Шереметеву настаивал, чтобы непременным условием избрания было ограничение самодержавия. К концу января 1613 года в Москву съехались выборные от городов для участия в земском соборе. Шереметев прочитал в заседании вышеупомянутое письмо Филарета Никитича. Узнав, что хотят избрать на царство Михаила Романова, мать его, инокиня Марфа Ивановна, написала Шереметеву и умоляла употребить всё влияние, чтобы отклонить избрание её сына, так как он слишком молод и положительно неспособен царствовать. Присутствовавшие на земском соборе настаивали на своём выборе и просили Шереметева уговорить Марфу Ивановну отпустить Михаила Фёдоровича на Московское царство. Шереметев, по свидетельству Страленберга, со слезами на глазах, доказывал необходимость обдумать доводы, выставляемые матерью избираемого царя: «Я же с своей стороны, — прибавил Шереметев, — считаю долгом быть беспристрастным, чтобы никто не мог сказать, что я больше думаю о своих родных, чем о благе отечества. Если молодость избранника явится причиной новых несчастий родины, совесть моя будет чиста пред Богом и людьми». Одновременно с этим Шереметев писал Василию Голицыну, находившемуся вместе с митрополитом Филаретом в польском плену, убеждая Голицына «не чинить смуты», так как в Москве в то время существовала целая партия, стоявшая за кандидатуру в цари московские Василия Голицына. В одном из писем к нему Шереметев говорит следующее: «князь, не чини смуты! Помиримся на Мише Романове: он молод и разумом ещё не дошел и нам будет поваден». Хотя Ф. И. Шереметев сам был кандидатом на престол и одним из восьми окончательных кандидатов, одного из которых предполагалось избрать царём методом жеребьёвки, но под нажимом казаков представители земли, как известно, выбрали в цари Михаила Романова, приходившегося родственником наибольшему числу других кандидатов, по всей вероятности не без влияния со стороны Фёдора Ивановича Шереметева.
Во главе посольства к избранному царю был поставлен Фёдор Иванович Шереметев вместе с рязанским архиепископом Феодоритом. По прибытии в Ярославль, послы узнали, что Михаил Фёдорович находится в костромском Ипатьевском монастыре. 13 марта 1613 года посольство остановилось на правом берегу Волги, против самой Костромы, в подгородном селе Новоселке, принадлежавшем князьям Глинским. Послали спросить Михаила Фёдоровича и его мать, когда могут быть приняты послы. Приём был назначен на следующий день, 14 (24) марта. После заутрени, при звоне костромских колоколов, посольство земского собора торжественно направилось к Костроме, откуда навстречу им выступило духовенство с иконой Феодоровской Божией Матери, в сопровождении народа, жителей Костромы и окрестных деревень. Всё это соединилось в один общий крестный ход и приблизилось к Ипатьевскому монастырю, у ворот которого стояли Михаил с матерью, окружённые монастырской братией. После молебна архиепископ Феодорит, а затем Шереметев произнесли речи по наказу, полученному от земского собора. Приблизительно с семи часов утра то трёх часов пополудни, по теперешнему исчислению часов, продолжали уговаривать Марфу Ивановну благословить сына на царство. Когда, в конце концов, было получено согласие, Шереметев немедленно послал земскому собору извещение об этом. С тех пор постановили праздновать 14 марта Феодоровской иконы.
С 14 марта 1613 года Фёдор Иванович Шереметев становится во главе правительства вновь избранного царя-отрока, хотя в Боярской думе считался первенствующим по-прежнему Фёдор Мстиславский. Правление Московским государством Фёдора Ивановича Шереметева от имени Михаила Фёдоровича Романова вместе с Земским собором продолжалось шесть лет, до 1619 года, то есть до возвращения из польского плена царского отца, митрополита Филарета Никитича. Политическое значение Шереметева не только возобновилось, но возросло после женитьбы царя на Евдокии Стрешневой, а в особенности после кончины патриарха Филарета Никитича в 1633 году.
На Шереметеве, как на представителе земского собора при царе Михаиле Фёдоровиче, лежала прежде всего обязанность устроить «шествие» государя в Москву и делать от его имени распоряжения, которые восстановили бы порядок, нарушенный долголетними смутами. Перед отъездом из Москвы, Шереметев просил земский собор выслать к нему боярский список и государеву печать, чтобы не было задержки в выдаче грамот; но печать была прислана лишь после многократных напоминаний уже в Ярославль, куда Михаил Фёдорович с матерью прибыл 21 марта, в сопровождении посольства от земского собора. Вследствие распутицы они пробыли в Ярославле почти месяц, до 16 апреля. Из Ярославля была послана 23 марта земскому собору первая грамота юного царя, которой он извещал о своём согласии принять царский венец. Между Москвой и Ярославлем завязалась деятельная переписка, всецело лежавшая на Шереметеве. Из этой переписки видно, например, до какой степени была разрушена Москва в последние годы смуты: когда речь зашла о приготовлении помещения для Михаила Фёдоровича и его матери, то с трудом удалось приспособить для царя терем царицы Анастасии Романовны, а для инокини Марфы Ивановны хоромы в Вознесенском девичьем монастыре. Шереметев с товарищами неоднократно писал от имени царя земскому сбору, чтобы «на Москве и по городам, и по дорогам убивств и грабежей и никакого насильства не было». Собор успокаивал, что о грабежах и воровствах заказ учинён крепкий, и просил поспешить приходом к Москве. Кроме переписки с Москвой, Фёдору Ивановичу Шереметеву с товарищами приходилось делать разные спешные распоряжения по городам, составлять жалованные грамоты, наводить справки по челобитьям, подаваемым государю, и т. д.. Между прочим Шереметев подал государю челобитную и о своём собственном деле — о возвращении в его вотчину в Бежецком верху крестьян, частью насильно уведённых Сицкими, частью бежавших во время смуты.
16 апреля 1613 года царский поезд выступил из Ярославля и через неделю прибыл к Троице. Ежедневно приходили к царю известия о новых грабежах и убийствах, производимых казаками. Вследствие этого, Михаил Фёдорович заявил, что останется в Троице-Сергиевском монастыре, пока не перестанет литься кровь христианская. Шереметев и его товарищи, с дозволения царя, отписали земскому собору, чтобы были приняты решительные меры к прекращению разбоев. Через два дня после этого, по усиленной просьбе Казанского митрополита Ефрема, Шереметева и всех выборных людей, Михаил Фёдорович согласился выехать из Троицкого монастыря, не дожидаясь ответа от земского собора, и прибыл в Москву 2 мая.
11 июля 1613 года произошло торжественное венчание на царство Михаила Фёдоровича. В качестве заведующего Казённым двором, Шереметев роздал регалии лицам, назначенным их нести, а затем участвовал в шествии царя в собор; перед миропомазанием царь снял с себя венец и дал его держать своему дяде Ивану Романову, скипетр поручил Дмитрию Трубецкому, а державу Дмитрию Пожарскому. По случаю торжества венчания были розданы награды, и Шереметев получил за «Московское осадное сиденье» из поместья в вотчину сельцо, что было деревня Курова, в Рязанском уезде, да огородное место в Москве, за деревянным городом (впоследствии Белым каменным городом), за Петровскими воротами. Раньше это место принадлежало Дмитрию Годунову, а потом Скопину-Шуйскому, и находилось приблизительно в местности, занимаемой теперь Малой Дмитровкой, недалеко от Страстного монастыря. На этом месте были возведены постройки и оно представляло собой нечто вроде загородного двора.

## Окончание войны с Речью Посполитой
В декабре 1614 года Шереметев участвовал в подписании ответной грамоты Боярской думы панам Рады, приславшим на имя бояр грамоту, в которой они упрекали их за измену королевичу Владиславу, за продолжение войны и за притеснение пленных поляков. Бояре в своём ответе доказывали, что с их стороны не было никакой измены королевичу Владиславу, так как король Сигизмунд «сына своего на Московское государство во время, когда просили, не дал, а хотел сам Московским государством завладети». «И вам де, панам рады, — писали бояре, — ныне и впредь того, чтобы королевичу Владиславу быти на Московском государстве и поминати не пригоже, то дело уже бывшее!»
В августе 1615 года в Москве было получено донесение псковского воеводы Василия Морозова о приходе шведского короля Густава Адольфа с 16-тысячным войском. 20 августа был назначен идти на помощь к Морозову Шереметев с ратными людьми, которым было приказано собираться во Ржеве. В отряде Шереметева было всего 4597 человек, в том числе дворяне и дети боярские, «которым назначено быть с послы на Свейском посольстве», следовательно кроме ратного дела имелось в виду и посольское, чем и объясняется назначение Шереметева в этот поход. Дальше Ржева ему не привелось идти, потому что шведский король, получая преувеличенные сведения о движении из Москвы многочисленной рати, ушёл из-под Москвы.
В ожидании новых распоряжений из Москвы, Шереметев расположился в Ржеве, был застигнут врасплох нападением Александра Лисовского и шесть недель отбивался от его приступов. Ещё 13 октября Шереметев нашёл случай сообщить в Москву о своём бедственном положении, но там медлили с высылкой помощи, потому что лица, окружавшие царя, скрывали от него настоящее положение дел, а иные, как например братья Салтыковы (племянники великой старицы Марфы Ивановны), недоброжелательствовали Шереметеву. Когда до царя дошло наконец известие об осаде Ржева Лисовским, он послал на выручку осаждённых Михаила Барятинского, но тот предпочёл остаться вдали, и Шереметев собственными средствами «отсиделся» от Лисовского. Барятинский был строго наказан за ослушание и за то, что выпустил Лисовского, по уходе которого Шереметеву и его товарищу Василию Ахамашукову-Черкасскому велено было распустить ратных людей по домам, а самим ехать к Москве.
В продолжение всего 1616 года имени Шереметева не встречается в служебной росписи: он овдовел 1 марта этого года, а на другой день после смерти жены его Ирины Борисовны умер их новорожденный сын Фёдор; и мать, и сын погребены в Новоспасском монастыре.
Лишь в самом конце 1616 года или в начале 1617 года Шереметев был назначен начальником Разбойного приказа; но о деятельности его за время управления этим приказом ничего не известно, потому что все дела погибли в Московский пожар 1625 года.
В июне 1617 года Шереметев, с титулом наместника псковского, вёл переговоры с английским послом Джоном Мериком. Англичане хлопотали о свободной торговле в Московском государстве и о предоставлении им пути по Волге в Персию и иные восточные земли, а рекой Обью в Китай и восточную Индию. Переговоры тянулись долго; Джон Мерик должен был представить обстоятельные записки, как англичане намерены торговать с Персией и как будут ходить в Индию. В конце концов с московской стороны дело свели к предложению, чтобы английский король заключил наступательный союз с царём Михаилом Фёдоровичем против польского короля. Мерик уклонился от переговоров, но сказал, что если царь сошлётся с английским королём, то весьма вероятно, что он поможет ему против Сигизмунда.
В конце декабря 1617 года поляки решили послать в Москву комиссара с предложением назначить съезд для переговоров о трёхмесячном перемирии. Предложение это было принято, и 5 марта 1618 года царь Михаил Фёдорович назначил быть на съезде с литовскими людьми и говорить с ними о мире: боярину Фёдору Шереметеву, боярину Даниилу Мезецкому, окольничему Артемию Измайлову и думному дьяку Петру Третьякову. Съезд этот не состоялся, вследствие благополучного окончания сейма, на котором были назначены деньги для продолжения войны с Москвой. В начале сентября 1618 года на земском соборе между прочим была составлена роспись, кому какую нести службу в случае осады Москвы поляками. В числе тридцати лиц, которые должны были остаться во время осады в Москве, назван и Шереметев со своими товарищами по посольскому делу. Одновременно с приготовлениями к осадному сиденью шли в Москве приготовления к посольскому съезду, так как было известно, что Польше, по случаю войны с Турцией, в сущности не до московских дел. 11 сентября 1618 года главному послу, Шереметеву, было дано, по государеву указу, особое знамя из червчатой тафты с белой опушкой, с вышитым изображением Святых князей Владимира, Бориса и Глеба. После неудачного приступа поляков к Москве, королевич Владислав послал к боярам своего секретаря Гридича к предложением заключить перемирие. В течение октября уполномоченные с польской и с московской стороны три раза съезжались за Тверскими воротами и всё безуспешно. Поляки продолжали укорять за измену Владиславу; Шереметев предлагал оставить бесполезные разговоры, а толковать о заключении перемирия на двадцать лет, причём требовал уступки Смоленска, Рославля, Дорогобужа, Вязьмы, Козельска и Белой. После отступления Владислава от Москвы по направлению к Троице состоялся четвёртый съезд, на этот раз за Сретенскими воротами; поляки предложили заключить вечный мир, с условием уступить крепости и города, взятые при прежних польских королях, и, кроме того, отдать Владиславу Псков с окрестными землями. Шереметев соглашался толковать о перемирии на двадцать лет с тем, чтобы поляки, сохранив за собой Смоленск, возвратили прочие крепости. Несколько дней спустя Владислав опять прислал в Москву своего секретаря Гридича, для заключения предварительного договора о мире. С ним скоро сговорились, и 19 ноября, после подписи предварительных договорных статей, Шереметев с товарищами поехали в Троице-Сергиев монастырь, а оттуда в деревню Деулино, в трёх километрах от монастыря, по Углицкой дороге. Два съезда в Деулине были неудачны; на втором из этих съездов дело едва не дошло до вооруженного столкновения с поляками, и Шереметев полагал, что миру не бывать. Два дня спустя сами поляки прислали звать московских уполномоченных на съезд, который состоялся 1 декабря 1618 года и закончился перемирием на 14 лет и 6 месяцев, следовательно до 1 июня 1633 года. Послы вернулись в Москву после ухода в Литву королевича Владислава; 9 декабря они были у царя у руки, затем обедали за царским столом, а после обеда получили награды за посольскую службу. В жалованной грамоте сказано, что Шереметев доставил «земле нашей и всему государству — тишину и покой и унятие крови». За эту важную услугу государству он получил зараз четыре награды; соболью шубу, крытую золотным атласом, с золочёными пуговицами, ценой в 162 рубля; серебряный золочёный кубок с крышкой; придачу к прежнему его денежному окладу, к 500 рублям, — ста рублей и из чёрных волостей вотчину с крестьянами и 500 четвертями земли.
Оставалось исполнить ещё одну статью Деулинского договора — добиться возвращения из плена отца царя Михаила Фёдоровича, митрополита Филарета Никитича, и прочих пленников, находившихся в Польше около девяти лет. По договору поляки обязаны были привезти пленников для размена в Вязьму к 1 марта 1619 года. Шереметев с товарищами и со свитой отправились в Вязьму к назначенному сроку, но им долго пришлось прожить там в ожидании польских уполномоченных, задержанных на сейме. Когда приехали в Дорогобуж польские комиссары, во главе которых стоял Александр Гонсевский, и привезли с собой пленных, то начались длинные переговоры о съезде при речке Поляновке, в 17 км от Вязьмы. 30 мая открылся съезд, и Гонсевский выставил на вид якобы жестокое обращение с польскими пленными и медлил разменом, надеясь получить больше того, сколько было положено по Деулинскому договору. Шереметев с товарищами не нашли возможным исполнить польские требования и уехали назад в Вязьму. На другой день Гонсевский прислал сказать им, что если не будут исполнены все его требования, то он уедет в Польшу, увезёт с собой митрополита Филарета и в таком случае возобновятся военные действия. Шереметев с товарищами ответили посланным: «Новых статей, мимо наказа государя и совета бояр, принять не можем; угроз же никаких не боимся, ратных людей у нас самих довольно и поближе вашего». Видя твёрдость митрополита Филарета и царских послов, польские уполномоченные согласились наконец на размен пленных, который и произошёл 1 июня. Всё посольство стояло на берегу, и когда Филарет Никитич, переехав по мосту через реку Поляновку, вышел из колымаги, Шереметев приветствовал его речью от царя Михаила Фёдоровича и правил челобитье от великой инокини Марфы Ивановны. На другой день Филарет Никитич и всё посольство отправилось в Вязьму, откуда Шереметев послал к царю с сеунчем о состоявшемся размене пленных и о здоровье Филарета Никитича. Пока они оставались в Вязьме, царь неоднократно присылал бояр спрашивать о здоровье своего отца, а стольника Василия Ахамашукова-Черкасского послал с жалованным словом, а также о здоровье спросить «великих полномочных послов», Шереметева с товарищами. Шереметев сопровождал Филарета Никитича и в его торжественном шествии в столицу, куда они прибыли 14 июня 1618 года.

## Дальнейшая служба Михаилу Романову
По возвращении Филарета Никитича из плена, Шереметев был по-прежнему близок к царю Михаилу Фёдоровичу и, наряду с его родственниками — Иваном Романовым и Иваном Черкасским, пользовался большим уважением не только в семье царя, но и среди бояр. Так например старейший боярин и последний представитель своего рода, Фёдор Мстиславский, назначил их троих своими душеприказчиками, и они выполнили его духовное завещание после смерти его, последовавшей 19 февраля 1622 года. Что касается влияния на дела государственного управления, то такового не могло быть при жизни «великого государя» патриарха Филарета Никитича, тем более, что отношения его несколько изменились к Шереметеву, как это видно из письма Филарета Никитича к царю в 1630 году, где он, называя своих приятелей, не включает в число их Шереметева.
В феврале 1623 года, на свадьбе астраханского царевича Михаила Кайбулина с Марьей Ляпуновой, Шереметев был, по указу государя, посажённым отцом у жениха, который приходился ему двоюродным племянником.
Во второй половине сентября 1623 года Шереметеву было поручено ехать в Нижний Новгород, чтобы собрать сведения о состоянии здоровья сосланной туда царской невесты — Марьи Ивановны Хлоповой, главными недоброжелателями которой были Салтыковы — племянники матери Михаила Фёдоровича, Марфы Ивановны. Вместе с Шереметевым указано ехать: Чудовскому архимандриту Иосифу, ясельничему Богдану Глебову, дьяку Ивану Михайлову, придворным докторам — Артемию Дию и Валентину Бильсу, а также лекарю Балсырю. Шереметев не ограничился расспросами, но и сам наблюдал за здоровьем Хлоповой: 16 октября, вслед за врачебным освидетельствованием её, Шереметев отправил в Москву подробное донесение обо всём, что было сделано, и «оговоры» Хлоповой выяснились как нельзя лучше. Вследствие этого, племянники инокини Марфы Ивановны — Салтыковы были высланы из столицы на житьё в дальние вотчины, а Марфа Ивановна, оскорблённая этой ссылкой, поклялась, что не будет видеться с сыном, если царицей будет Хлопова. 1 ноября тот же нижегородский городовой приказчик, который возил в Москву донесение Шереметева, передал ему царскую грамоту, что государь «Марью Хлопову взять за себя не изволили» и чтобы Шереметев с товарищами ехал немедленно в Москву.
В 1624—1625 годах с Шереметевым местничались: дважды Даниил Шибановский-Долгоруков, за обедами у царя и у патриарха, и Андрей Сицкий, назначенный в товарищи к Шереметеву, который с весны 1624 года часто «ведал» Москву во время богомольных походов царя. Шереметев оба раза одержал верх, и князья Долгоруков и Сицкий были посланы в тюрьму.
19 сентября 1624 года на свадьбе царя Михаила Фёдоровича с княжной Марьей Владимировной Долгоруковой Шереметев был «у постели» царя вместе с отцом царицы, своим другом Владимиром Долгоруковым, а жена Шереметева, боярыня Марья Петровна, с женой Владимира Тимофеевича, Марьей Васильевной, были у царицыной постели. Когда Шереметев и Долгоруков, по должности постельничих, стлали к подклети атласы, по которым должны были идти государь с государыней, Долгоруков бил челом государю на Шереметева, но не по поводу места, или старшинства, а недружбой, как сказано в разрядной записке. Такое небывалое челобитье могло быть вызвано ссорой Шереметева с Долгоруковыми из-за этой свадьбы царя Михаила Фёдоровича. Возможно, что Шереметев уже в то время подготовлял для Михаила Фёдоровича невесту, желая увеличить своё влияние на царя, а потому недружелюбно отнёсся к браку его с Долгоруковой. Что царь не разгневался на Шереметева после челобитья Долгорукова, это видно из того, что когда на четвёртый день после свадьбы он отправился в обычный осенний поход к Троице — Шереметев опять «ведал» Москву. Весной 1625 года Шереметев обедал за царским столом и присутствовал при приёме персидского посла.
Царь Михаил Фёдорович, овдовевший 6 января 1625 года, задумал год спустя вступить во второй брак, и 4 февраля 1626 года произошла торжественная свадьба его с Евдокией Лукьяновной Стрешневой, которая, по словам Страленберга, была из сенных девушек двора Шереметева. И на этой свадьбе царя постельничим был Шереметев, а 8 февраля он обедал за царским столом вместе с патриархом Филаретом Никитичем и прочими духовными властями. Жена Шереметева, по свойству его с государем, получила чин приезжей боярыни царицы Евдокии Лукьяновны, то есть пользовалась правом приезда к царице в известные праздники или торжественные дни и сопровождала её в богомольных выездах в московские монастыри.
3 мая 1625 года, когда царь Михаил Фёдорович был у Троицы, а Москву ведал Шереметев, произошёл ужасный пожар: сгорели Китай-город и Кремль. Шереметев понёс такие большие убытки во время этого пожара, что, несмотря на своё богатство, не обошёлся без частных займов, для возобновления обгоревших хором. Он не успел расплатиться при жизни со всеми долгами, как это видно из духовного завещания, написанного 29 ноября 1645 года. В 1626—1629 годах Шереметев обедал у царя, когда он справлял новоселье после пожара, а также по случаю крестин царевен Ирины и Пелагеи и царевича Алексея.
Во время заведования Москвой в отсутствие государя, Шереметеву приходилось вести обширную переписку с воеводами городов, разбирать и проверять их отписки, снимать допросы с гонцов и т. д. В 1628 году к этим обязанностям присоединилось ещё начальство над Печатным приказом, деятельность которого в это время не ограничивалась приложением государственной печати к разным крепостным бумагам, выдаваемым частным лицам. После Московского пожара 1625 года, во все концы государства были разосланы писцы для нового описания и межевания земель и составления писцовых книг, сгоревших во время пожара. Возникало множество тяжб, нередко кончавшихся новыми крепостями или полюбовными сделками, а потому обязанности начальника Приказа печатных дел усложнились.
22 марта 1629 года Шереметев с тремя племянниками участвовал в торжественном шествии в Чудов монастырь для крещения царевича Алексея Михайловича; все они шли у каптаны, то есть у возка с опущенными тафтяными завесами, в котором везли новорожденного царевича. После крещения был у царя стол в Столовой избе, а затем подносили царевичу дары; Шереметев поднёс каменную кружку, которая в описи царской казны, составленной в 1640 году, оценена в 60 рублей. В половине июня 1629 года царь Михаил Фёдорович со всей семьёй отправился к Троице, и Шереметев на этот раз участвовал в богомольном походе, продолжавшемся дольше обыкновенного.
В начале 1630 года Шереметев вместе с несколькими другими боярами был «в ответе» со шведским послом Антоном Мониром, которому было поручено известить царя Михаила Фёдоровича о заключении с Польшей перемирия и вместе с тем, просить дозволения купить в Московском государстве беспошлинно хлеб, крупу, смолу и селитру. В том же 1630 году Шереметев сдал заведование Печатным приказом окольничему Далматову-Карпову, а сам назначен состоять у «приказных дел».
Шереметев не участвовал в войне с Польшей 1632—1634 годов и «отставлен» даже от сбора подвод для перевоза хлебных запасов под Смоленск, вследствие тяжкой болезни, а затем кончины 28 августа 1623 года единственного сына его от второго брака, стольника Алексея Фёдоровича. Фёдор Иванович похоронил его временно в Москве, в Афанасьевском монастыре, составлявшем московское подворье Кирилло-Белозерского монастыря, намереваясь по первому пути перевезти его тело в Кирилло-Белозерский монастырь, где были уже погребены многие Шереметевы. Прошло три месяца в переписке между Шереметевым и игуменом и братией Кирилло-Белозерского монастыря. Шереметев послал туда 44 лошади во вклад по душе сына своего и просил сообщить оценку. Оказалось, что произведённая монахами оценка всех лошадей в 300 рублей, была ниже действительной стоимости, а потому Шереметев сделал свою оценку в 400 рублей, которая и была принята братией Кирилло-Белозерского монастыря. В конце ноября 1632 года Шереметев и ближайшие родственники его — Яков Черкасский и Никита Одоевский повезли тело Алексея Фёдоровича из Москвы и прибыли в Кирилло-Белозерский монастырь в половине января 1633 года. Вскоре по погребении сына, Шереметев отправился в обратный путь и 13 февраля участвовал уже в богомольном походе царя Михаила Фёдоровича в Троицкий монастырь. В течение всего 1633 года «безголовная и бесконечная беда», — как выразился о своём горе сам Шереметев в одном из писем в Кирилло-Белозерский монастырь, — по-видимому, сильно удручала его. По долгу службы он участвовал в разных придворных торжествах, как например 16 июня 1633 года, в крестинном поезде новорожденного царевича Ивана Михайловича, но мысли его постоянно обращались к месту упокоения его сына Алексея, рядом с которым он желал быть погребённым.
Вскоре после отступления в начале 1634 года от Смоленска московского войска, бывшего под начальством Михаила Шеина, начались между Речью Посполитой и Московским государством переговоры о мире. Посольство правил Шереметев, а товарищами у него были: окольничий Алексей Львов, дворянин Степан Проестев и два дьяка, в сопровождении 500 человек стольников, стряпчих, дворян московских, жильцов, детей боярских и дворян городовых. Выехали они из Москвы на Страстной неделе, в начале апреля 1634 года, и более тридцати раз сходились на съезжем месте при реке Поляновке, в особых шатрах. Несмотря на всю свою опытность в переговорах с поляками, Шереметев находился иногда в весьма затруднительном положении вследствие неумеренных требований польских комиссаров. Лишь 3 июня подписан был так называемый Поляновский договор о вечном мире между Московским государством и Польшей, по которому Владислав отказался окончательно от титула Московского царя и от притязаний на Московский престол, обязавшись возвратить подлинный договор Станислава Жолкевского и другие акты, относящиеся к Смутному времени; с московской стороны уступлены полякам несколько городов. Шереметев заключил даже негласное условие с поляками, что «если Владислав умрёт, не оставив потомства, то они изберут себе в короли русского царя». После подписания мирного договора, польские комиссары предложили насыпать на месте съездов два кургана и поставить на них два столба, с обозначением государевых имён, времени заключения договора, а также имён всех посольских чинов. Шереметев отклонил предложение комиссаров и получил за это одобрение от Московского правительства.
Царь Михаил Фёдорович был очень доволен заключением Поляновского мирного договора и выслал стольника Василия Бутурлина для почётной встречи Шереметева в селе Кубинском, находящемся на Смоленской дороге. По прибытии в Москву, Шереметев с товарищами обедали 5 июля 1634 года за царским столом, а после обеда посольский думный дьяк и печатник Иван Грамотин объявил им милостивое царское слово и государево жалованье. Шереметеву были даны: соболья шуба, крытая золотным атласом, стоимостью в 225 рублей; серебряный золочённый кубок с крышкой; денежной придачи к прежнему окладу 100 рублей и из чёрных волостей в вотчину 1000 четвертей земли. После Поляновского договора Шереметев стал именоваться «ближним боярином» и был заметно отличён 19 марта 1635 года при совершении торжественного обряда царской присяги в соблюдении вечного мира с Польшей. В день, назначенный для присяги, польские послы отправились сначала в Ответную палату вместе с Шереметевым и его товарищами, для приведения в известность второстепенных статей Поляновского договора. По окончании переговоров, Шереметев с товарищами вышел в Золотую палату к государю, а затем туда же приглашены и послы. Во время крестного целования, Шереметев держал скипетр государя; Иван Черкасский держал царский венец, Дмитрий Пожарский мису под крестом, поднесённым государю Андрей Хилковым, а дьяк Иван Грамотин подложил под крест утверждённую крестоцеловальную грамоту. На другой же день Хилков подал челобитную, что ему невместимо было быть меньше Шереметева, но что он был на этой службе, не желая оставить государева дела. Хотя царь не принял челобитной и сказал Хилкову, что он «не делом» бьёт челом на Шереметева, тем не менее Шереметев ударил челом государю о бесчестьи и обороне, доказывая, что с ним можно быть не только Андрею Хилкову, но и отцу его, Василию Хилкову. Вместе с Шереметевым подал челобитную на Хилкова и Дмитрий Пожарский. Через три дня после присяги, польские послы были приглашены к царскому столу в Золотую палату; за большим столом сидели четыре боярина, участвовавших в обряде присяги. После отъезда польских послов, Хилков опять бил челом на Шереметева 26 марта, прося принять у него челобитную «с случаи», то есть с послужным списком, но и на этот раз государь не взял челобитной и тем прекратил дело.
30 января 1637 года Шереметев присутствовал при приёме польского гонца Адама Орлика, занимая своё обычное место на лавке бояр, по левую сторону государя. Два года спустя, в январе 1639 года, Шереметев вёл переговоры с секретарём голштинского посольства Адамом Олеарием, которому царь предлагал перейти на службу в Московское государство, в качестве придворного астронома и географа. Олеарий, по-видимому, согласился было принять это предложение, но почему-то дело не состоялось, и 15 марта Олеарий уехал из Москвы вместе с прочими членами посольства. В том же 1639 году Шереметеву было поручено царём Михаилом Фёдоровичем принимать челобитные на сильных людей, поступавшие на царское имя в Приказ приказных дел.
После кончины Ивана Черкасского 4 апреля 1642 года Шереметев стал, по выражению современников, «тайнейшим и начальнейшим боярином в царстве». 12 апреля 1642 года царь указал Шереметеву «ведать свой государев большой наряд», то есть велел сидеть в Приказе Большой казны — одном из важнейших учреждений, которое всегда поручалось ближнему боярину. В его же заведовании находились: Стрелецкий, Иноземский, Рейтарский, Аптекарский и Оружейный приказы и Приказ Новой четверти. Должность начальника Аптекарского приказа ещё более приближала Шереметев к царю, здоровье которого с 1639 года, т. e. со времени кончины сыновей его, царевичей Ивана и Василия Михайловичей, сильно расстроилось. Лечение государя производилось под непосредственным наблюдением Шереметева и причиняло ему много тревоги и беспокойства; на его же обязанности лежало попечение об общественном здравии и принятие мер против распространения разных прилипчивых болезней. Входя в мельчайшие подробности нового на Руси врачебного дела, Шереметев ежедневно совещался с придворными докторами в назначенном для сего особом доме близ Воскресенских ворот. Прежде все лекарственные растения выписывались из Англии, Болгарии и Германии, а Шереметев, считая это неудобным и убыточным, добился мало-помалу, что некоторые лечебные травы и коренья стали доставлять в Аптекарский приказ травники, собиравшие их по полям. По должности начальника Аптекарского и Иноземского приказов, Шереметев находился в постоянных сношениях со многими иностранцами, которых он старался разными льготами привлекать на службу Московского государства. Благодаря его ходатайству, в мае 1643 года было разрешено немцам отправлять богослужение по их вере и отведён в Москве земельный участок для постройки особого здания для их «богомолья». Шереметев так высоко стоял, что имя его произносилось «с великим обереганьем», под опасением тяжкого наказанья. Воронежский воевода Афанасий Боборыкин, поссорившись с губным старостой Толмачевым, подал извет о произнесённых им будто бы «непригожих словах про самого государева боярина Федора Ивановича Шереметева». Толмачев клялся, что на него возведена напраслина, и просил государя велеть разобрать это дело, чтобы ему «злым умыслом Афанасьевым обесчещену и изувечену не быти». Неизвестный автор продолжения «Нового летописца», отражавшего точку зрения дьячества, оставил следующее замечание: «Сей Федор был жестоконравен, а в делах неискусен.»
Но высокое служебное положение не могло занимать Шереметева, удручённого годами и болезнями. В последний раз он обедал за царским столом в Светлое Воскресенье 1643 года, а затем не присутствовал даже на обыкновенных праздничных обедах у царя и у патриарха, вероятно не будучи в силах переносить их продолжительность. В это время Шереметев приготовлялся по-видимому к удалению в иноческую обитель, делал новые вклады в монастыри и устраивал, по обещанию, церковь в подмосковной своей деревне Вешнякове, которая в 1645 году называется уже селом.
В феврале 1645 года Шереметев вместе с Алексеем Львовым уговаривал датского королевича Вальдемара, приехавшего в Москву в качестве жениха царевны Ирины Михайловны, принять православие; но королевич ответил, что, если брак не может быть совершён по обоим вероисповеданиям, то он желает, чтобы его отпустили домой. 21 марта королевич пригласил к себе Шереметева и снова просил его похлопотать у государя об отпуске: «Я знаю, что ты начальнейший боярин в царстве, ближний, справедливый, великий, и потому бью тебе челом, помоги мне, чтоб царское величество послов и меня отпустил.» Все эти разговоры и просьбы были безуспешны: королевич не соглашался на перемену вероисповедания, царь Михаил Фёдорович не отпускал его. Только в августе 1645 года, уже по восшествии на престол Алексея Михайловича, Вольдемар был отпущен в Данию, и Шереметев выдал ему из приказа Новой четверти 14 000 рейхсталеров кормовых денег на дорогу.

## Последние годы
Царь Михаил Фёдорович скончался в день своих именин, 12 июля 1645 года, на руках Шереметева, который во время его болезни сам носил ему все лекарства, прописываемые докторами. 11 августа 1645 года Шереметев имел последний доклад у юного царя Алексея Михайловича по Аптекарскому приказу о выдаче докторам, аптекарям, лекарям и другим служащим лицам жалованья за июнь, июль и август 1645 года. Затем в новогодней сентябрьской росписи показано, что Шереметев сидел по-прежнему на Казённом дворе, у Большой казны, а также в приказе Новой четверти, но сведений о его распоряжениях за это время не имеется. 28 сентября 1645 года произошло торжественное венчание на царство Алексея Михайловича; Шереметев не присутствовал на этом торжестве, очевидно по недомоганию, а на другой день явился к царю в числе поздравителей и принёс ему следующие дары, оцененные в 512 pублей: серебряный золочёный кубок с крышкой, золотую цепь, украшенную финифтью, атлас золотный, с лёгкими золотыми травками по серебряной земле, и сорок соболей. Шереметев, видимо, сам устранялся от дел, ссылаясь на старость и болезни: «Постиже мя старость и впадох в различные болезни, иичтоже помыслих разве смерть и суд Спасов будущего века; не вем, что сотворю.»
Ещё при Михаиле Фёдоровиче Шереметев составил духовное завещание и подал ему 14 марта 1645 года, в виде дополнения и объяснения, челобитную, из которой известно о недружелюбных отношениях, существовавших между Фёдором Ивановичем и его тремя двоюродными племянниками, Иваном, Василием и Борисом Петровичами Шереметевыми, сыновьями Петра Никитича. Вследствие болезни царя Михаила Фёдоровича духовная осталась не утверждённой. Лишь четыре года спустя, 11 июля 1649 года, духовное завещание и приложенная к нему изустная память были представлены патриарху Иосифу и утверждены приложением патриаршей печати.
Шереметев три раза вступал в брак: он был женат на Евфросинии, умершей в июле 1613 года; на Ирине Борисовне Черкасской, умершей 1 марта 1616 года; на Марье Петровне (с 12 ноября 1616), умершей не известно когда, но последний приезд её ко двору был 12 июля 1639 года. Вероятно, что от первого брака были: Иван Фёдорович, умерший до марта 1613 года; Ульяна Фёдоровна, умершая, по родословной, после 22 июня 1652 года и бывшая за Семёном Головиным (ум.1634); Евдокия Фёдоровна, в инокинях Евфросиния, умершая 21 сентября 1671 года, за Никитой Одоевским (ум. 1689). От второго брака: Алексей Фёдорович, умерший 28 августа 1632 года; Анна Фёдоровна, в инокинях Александра, схимница, умершая 2 сентября 1654 года; Фёдор Фёдорович, умерший 5 марта 1616 года. От третьего брака: Мокий Фёдорович, умерший до 1632 года. В то время, как Шереметев составлял духовное завещание, в живых были, по-видимому, только две дочери: Евдокия и Анна, принявшая иночество в Новодевичьем монастыре с именем Александры. Ульяна Фёдоровна Головина не упоминается в завещании, а потому, надо полагать, что она умерла до 1645 года. Фёдор Иванович намеревался не только купленные, но и родовые вотчины, передать своим внукам, Одоевским, но потом раздумал, во избежание вражды со стороны своих двоюродных племянников.
Он распределил своё богатое имущество таким образом: царю Алексей Михайловичу он ударил челом: золотым крестом с мощами и Сокольской волостью, в уезде Юрьевца Поволжского, с 1072 крестьянскими и бобыльскими дворами. Семь родовых вотчин он отдал вышеупомянутым двоюродным племянникам и своему крестнику Льву Шлякову-Чешскому, женатому на дочери одного из этих племянников, Марфе Васильевне. Остальные, купленные и жалованные вотчины, он раздал дочери своей Евдокии Одоевской и её детям, Прасковье Никитишне, сосватанной за Григория Черкасского, и Михаилу, Фёдору, Алексею и Якову Одоевским. Двор в Московском Кремле он завещал своему зятю, Никите Одоевскому. На раздачу бедным определил те деньги, которые будут выручены от продажи хлеба, лежавшего в московских житницах. Кроме того, он поручил ему в течение десяти лет вносить по 500 рублей в особую казну, учреждённую для выкупа полоняников. Шереметев оставил своему любимому младшему внуку, Якову Никитичу Одоевскому, свыше двадцати вотчин, более, нежели прочим внукам.
Шереметев сделал при жизни, в разное время, много вкладов в монастыри: в Троице-Сергиев монастырь в 1597 году по вдове своего родного дяди Семёна Шереметева, инокине Марье, 50 рублей; в 1646 году на своё поминовение 200 рублей; в Новоспасский монастырь в 1616 году по своей жене Ирине Борисовне и сыне младенце Феодоре, Кашинскую вотчину; село Брюхово; в Кирилло-Белозерский монастырь в 1616 году тоже на поминовение их душ, Бежецкую вотчину, село Шаблыкино; в 1632—1633 году по душе своего сына Алексея Рязанскую вотчину и на 400 рублей, как уже было сказано выше, лошадей; в 1637 году Нижегородскую вотчину сельцо Меленки, с тем, чтобы поминали самого Фёдора Ивановича Шереметева дважды в году: 16 мая (день Ангела) и в день кончины; в 1643 году он соорудил кипарисную среброкованную раку над мощами Святого Кирилла, поставил медную решётку вокруг и повесил серебряную лампаду; всё это стоило без малого 2000 рублей. В 1644 году он пожертвовал плащаницу в церковь Кирилло-Белозерского подворья в Москве — в Афанасьевский монастырь (Москва); в Николаевский Антониев монастырь Тверской епархии, в 1643 году атласные ризы, ценой 70 рублей, и деньгами 30 рублей.
Вскоре после утверждения патриархом духовного завещания, Шереметев исполнил своё давнишнее намерение — 28 августа 1649 года он уехал из Москвы в Кирилло-Белозерский монастырь, где и принял монашество с именем Феодосия. Ему было в это время за семьдесят лет и он лишился зрения, но несмотря на это в нём не угасла любовь к просвещению. Уже после того, как он перестал принимать участие в государственном управлении, он покупал книги, печатавшиеся на Московском печатном дворе, не только лично для себя, но и для раздачи: в течение последних пяти лет (1644—1649) им было куплено около 700 экземпляров разных книг духовного содержания, причём некоторые, как например «Часослов», приобретались им часто и всё в большем и большем количестве: в 1644 году — 50 экземпляров, в 1646 году — 70 экземпляров, в 1647 году — 122 экземпляра. В Кирилло-Белозерском монастыре он прожил меньше полугода: прибыл туда в сентябре 1649 года, а 17 февраля 1650 года скончался.

## Семья
Фёдор Иванович был женат трижды: на Евфросинии, умершей в июле 1613 года; на Ирине Черкасской, умершей 1 марта 1616 года; на Марье (с 12 ноября 1616). 
Дети:
- Иван (? —1613)
- Мокий
- Фёдор (? —1616)
- Алексей (? —1632)
- Ульяна — замужем за боярином Семёном Васильевичем Головиным
- Евдокия (? —1671) — замужем за князем Никитой Ивановичем Одоевским, оставили четырёх сыновей и дочь
- Анна (? —1654), в инокинях Александра